# Ширяево (Шатурский район)
Ширяево — деревня в Шатурском муниципальном районе Московской области. Входит в состав Дмитровского сельского поселения. Население — 0 чел. (2010).

## Расположение и транспорт
Деревня Ширяево расположена в южной части Шатурского района, расстояние по автодорогам до МКАД порядка 158 км, до райцентра — 51 км, до центра поселения — 9 км. Ближайшие населённые пункты — деревни Бундово и Кашниково к северо-востоку, ближайшая автобусная остановка расположена в 4,5 км в деревне Михайловская.
Высота над уровнем моря 134 м.

## Название
Исторические и бывшие варианты написания названия деревни — Кашниково, Чуры, Щуры, Ширяевская. На «Специальной карте Европейской России» И. А. Стрельбицкого деревня обозначена как Ширяева.
Название Ширяево, вероятно, происходит от имени или фамилии владельца деревни.

## История

### С XVII века до 1861 года
Впервые упоминается в писцовой Владимирской книге В. Кропоткина 1637—1648 гг. как деревня Кашниково, Чуры тож Зачисморской кромины волости Муромского сельца Владимирского уезда. Деревня принадлежала новгородцу Михаилу Петровичу Аничкову.
В результате губернской реформы 1708 года деревня оказалась в составе Московской губернии. После образования в 1719 году провинций деревня вошла во Владимирскую провинцию, а с 1727 года — во вновь восстановленный Владимирский уезд.

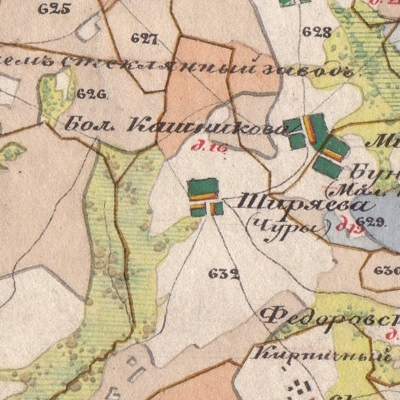
Деревня Ширяево на карте 1850 года

В 1778 году образовано Рязанское наместничество (с 1796 года — губерния). После этого вплоть до начала XX века деревня входила в Егорьевский уезд Рязанской губернии.
Последними владельцами деревни перед отменой крепостного права были князь Кропоткин и помещицы Гоганидзева, Долгинская, Белова.
По сведениям 1859 года Ширяевская — владельческая деревня 1-го стана Егорьевского уезда по левую сторону Касимовского тракта, при колодце, в 45 верстах от уездного города и 28 верстах от становой квартиры.

### 1861—1917
После реформы 1861 года из крестьян деревни было образовано 4 сельских общества, деревня вошла в состав Коробовской волости.
В 1885 году был собран статистический материал об экономическом положении селений и общин Егорьевского уезда. Во всех общинах было общинное землевладение, земля была поделена в общине князя Кропоткина по работникам, в других — по ревизским душам. В общине Кропоткина последний передел земли был в 1880 году сроком на 10 лет, луга делили ежегодно. В остальных общинах переделов пашни не было, часть лугов делили ежегодно. Лес на дрова рубят каждый год. Надельная земля общины Кропоткина была в одной меже и делилась на 45 участков, в остальных — в одной общей меже, делившейся также на 45 участков, но располагалась чересполосно. Деревня находилась с краю наделов. В общине Кропоткина длина душевых полос от 30 до 100 саженей, а ширина от 1,5 до 2,5 аршин, в других общинах длина — от 10 до 20 саженей, а ширина от 1,5 до 2 аршин. Кроме надельной, 18 домохозяев в общине Кропоткина имели 72 десятины купленной земли, также 18 домохозяев арендовали 66,5 десятин луга. Домохозяин общины Гоганидзевой имел 19 десятин собственной земли, которой пользовался по частному договору с помещицей, он же арендовал 1,5 десятины луга. Община Долгинской арендовала 14 десятин луга, а Беловой — 11,5 десятин.
Почва была супесчаная и илистая, а также песчаная и суглинистая, пашни ровные, иногда бугроватые, луга суходольные, иногда по болоту, прогоны удобные. В деревне был небольшой пруд и 15 колодцев с хорошей водой. Хлеб покупали в Дмитровском Погосте, дрова частью брали из своего леса, частью покупали. Сажали рожь, овёс (очень редко), гречиху и картофель. У крестьян было 24 лошади, 46 коров и 39 телят, 176 овец, 19 плодовых деревьев и 10 колодок пчёл. Избы строили деревянные, крыли деревом и железом, топили по-белому.
Деревня входила в приход села Дмитровский Погост, там же располагались мужское и женское училища. Промыслы были развиты слабо (2 плотника и 1 кулёчник), 39 плотников уходили на заработки в Московскую губернию и Зарайский уезд.
По данным 1905 года ближайшее почтовое отделение и больница находились в селе Дмитровский Погост.

### 1917—1991
В 1922 году Егорьевский уезд вошел в состав Московской губернии, деревня попала в Дмитровскую волость. Был образован Кашниковский сельсовет, куда вошла деревня Ширяево.
В 1926 году в деревне находились школа 1-й ступени и ликпункт.
В ходе реформы административно-территориального деления СССР в 1929 году деревня вошла в состав Дмитровского района Орехово-Зуевского округа Московской области. В 1930 году округа были упразднены, а Дмитровский район переименован в Коробовский.
С 1954 года деревня некоторое время входила в Михайловский сельсовет.
3 июня 1959 года Коробовский район был упразднён, Михайловский сельсовет передан Шатурскому району.
С 1960 года деревня входит в Дмитровский сельсовет.
С конца 1962 года по начало 1965 года деревня Ширяево входила в Егорьевский укрупнённый сельский район, созданный в ходе неудавшейся реформы административно-территориального деления, после чего деревня в составе Дмитровского сельсовета вновь передана в Шатурский район.

### С 1991 года
В 1994 году Дмитровский сельсовет был преобразован в Дмитровский сельский округ.
В 2005 году образовано Дмитровское сельское поселение, в которое вошла деревня Ширяево.

## Население
| 1859 | 1868 | 1885 | 1905 | 1926 | 1970 |
| ---- | ---- | ---- | ---- | ---- | ---- |
| 129  | ↘125 | ↗271 | ↘270 | ↗325 | ↘93  |
| 1993 | 2002 | 2006 | 2010 |      |      |
| ↘3   | ↘0   | →0   | →0   |      |      |

В переписях за 1858 (X ревизия), 1859 и 1868 годы учитывались только крестьяне. Число дворов и жителей: в 1850 году — 19 дворов, в 1858 году — 61 муж., 63 жен., в 1859 году — 12 дворов, 66 муж., 63 жен., в 1868 году — 18 дворов, 58 муж., 67 жен.
В 1885 году был сделан более широкий статистический обзор. В деревне проживало 189 крестьян (24 двора, 88 муж., 101 жен.), а также 14 семей, не приписанных к обществам (37 муж., 45 жен.). На 1885 год грамотность среди крестьян деревни составляла 10 % (19 человек из 189), также 1 мальчик посещал школу.
В 1905 году в деревне проживало 270 человек (55 дворов, 137 муж., 133 жен.).
В 1926 году — 325 человек (71 крестьянское хозяйство, 127 муж., 198 жен.).
По результатам переписи населения 2010 года в деревне не было постоянного населения.

## Галерея

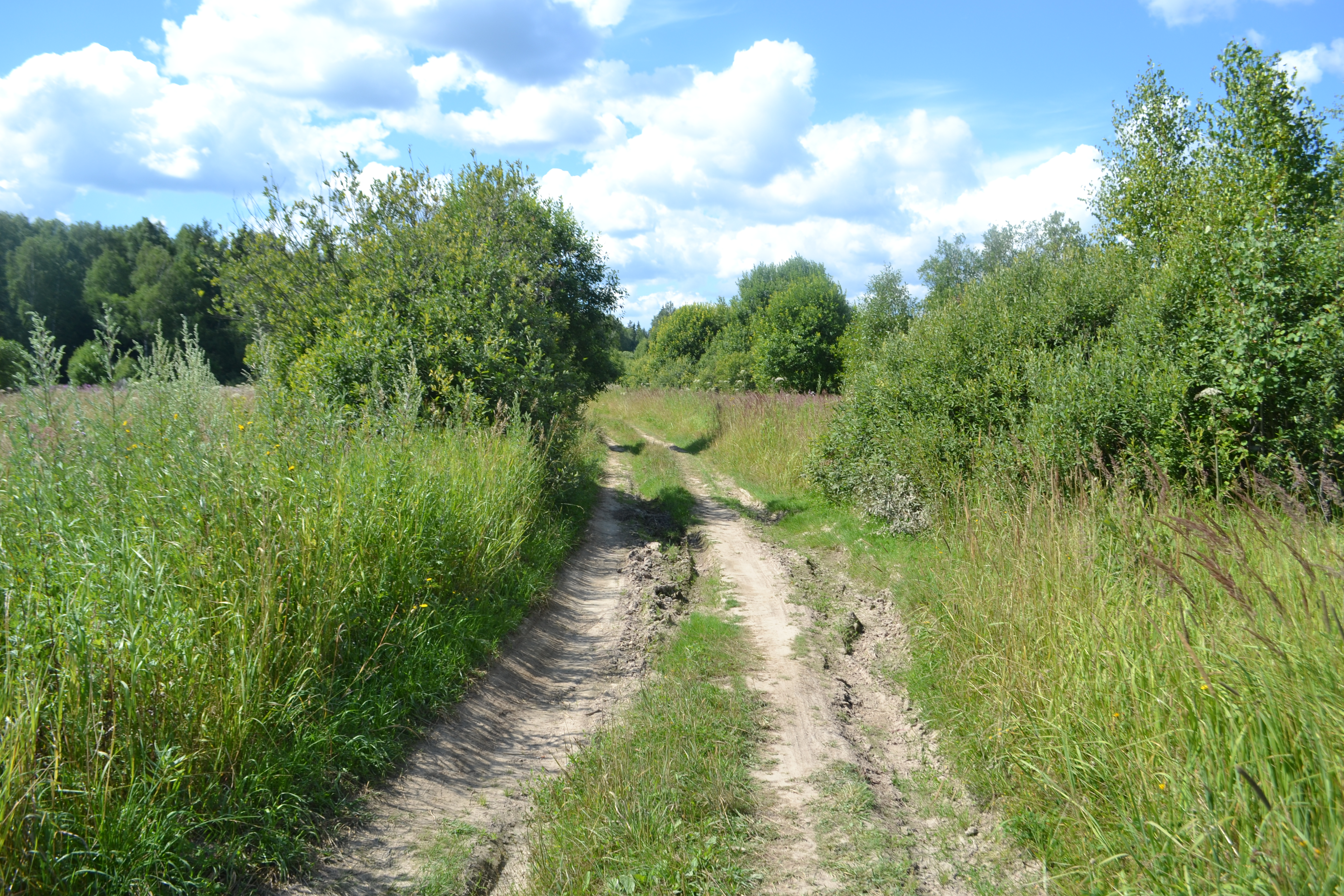
Дорога в деревню
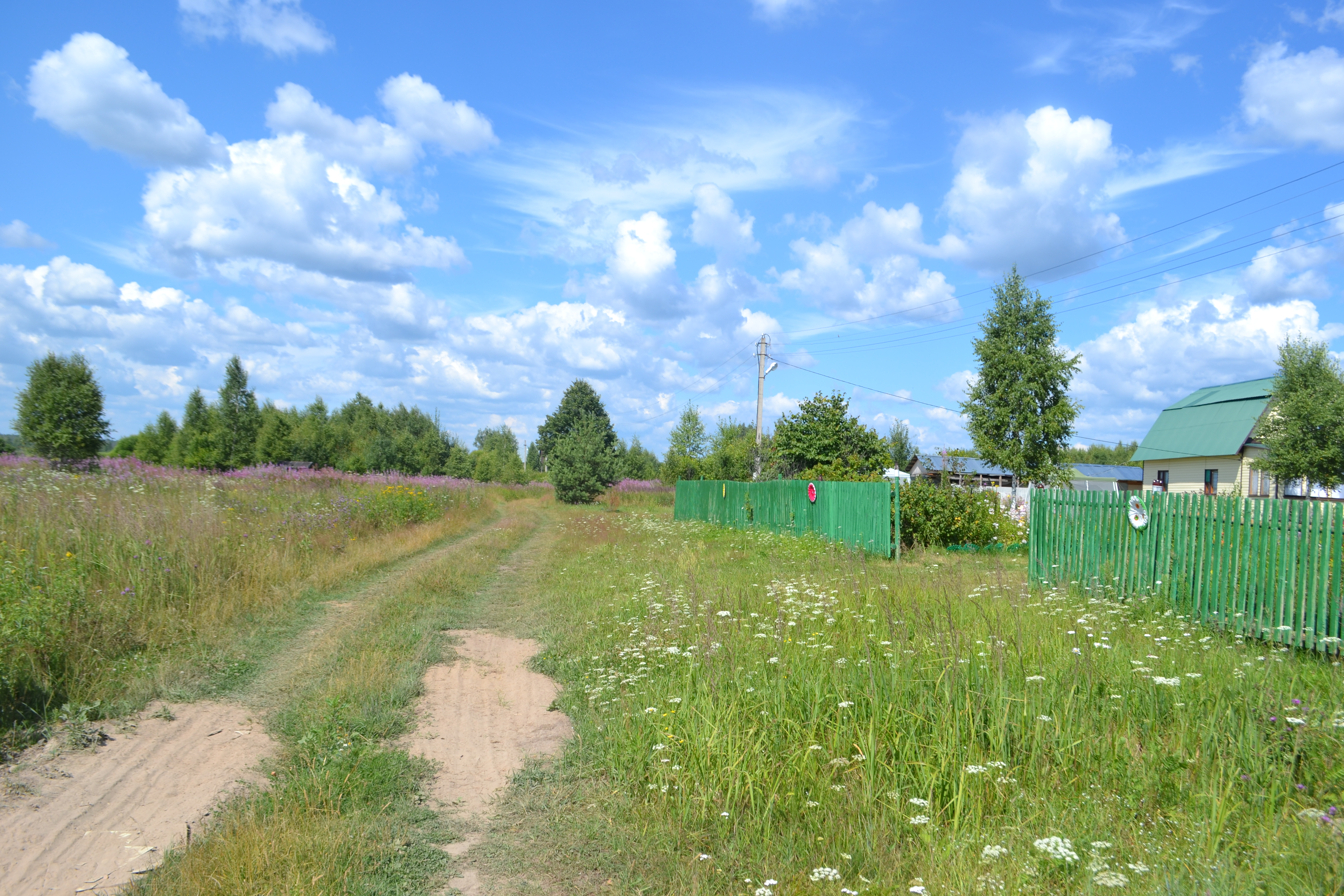
Въезд в деревню
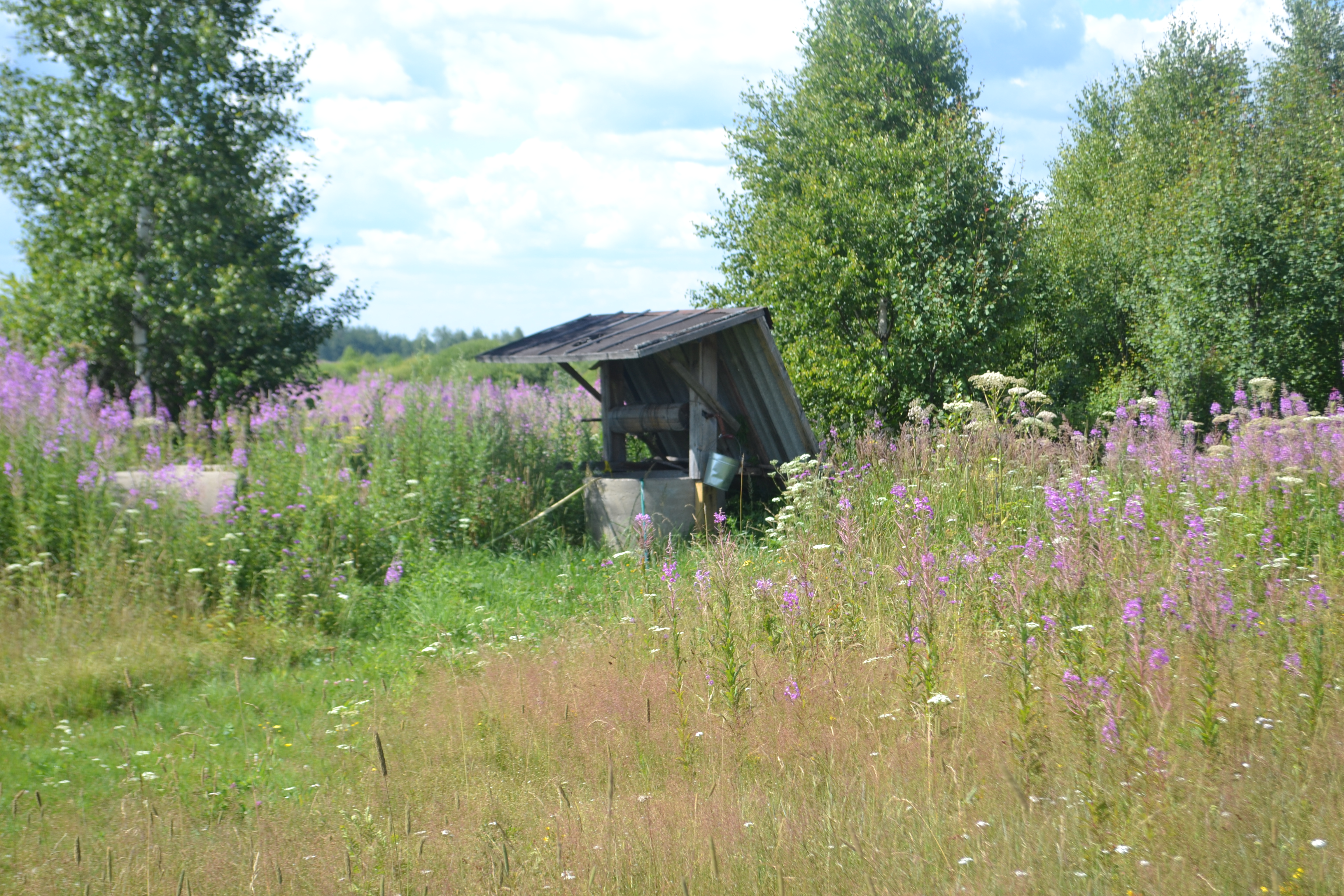
Колодец
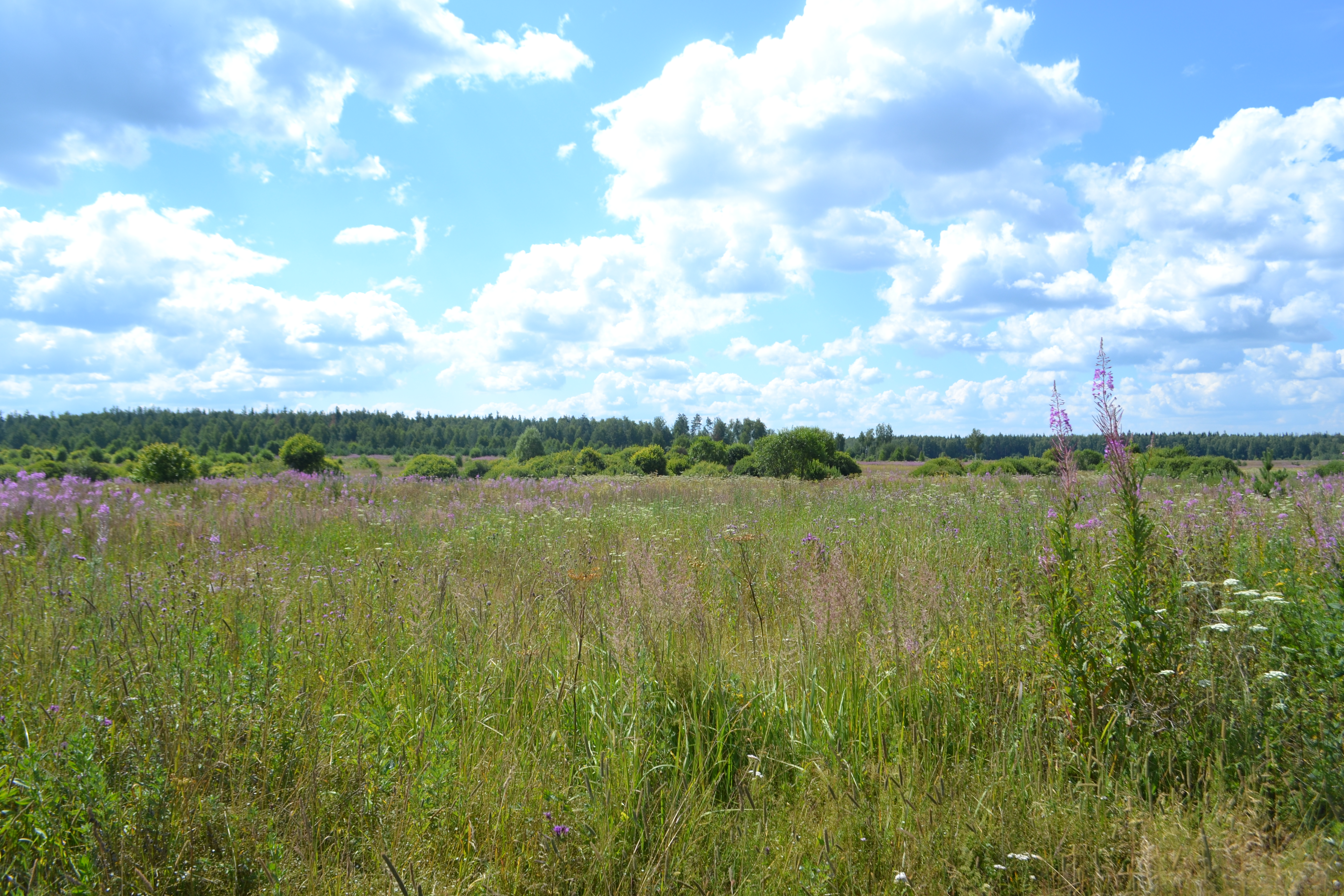
Окрестности Ширяево